# São João dos Angolares
Ne doit pas être confondu avec São João (Principe).
São João dos Angolares (autrefois Santa Cruz) est une localité de Sao Tomé-et-Principe située au sud de l'île de Sao Tomé, dans le district de Caué, dont elle est le siège.
Ancienne roça, c’est une petite cité portuaire bâtie au fond de la baie de Vera Cruz, sur l’estuaire du rio São João, le centre de la culture angolare et la principale scène artistique en dehors de la capitale.

## Population
La petite ville comptait 1 862 habitants lors du troisième recensement (2001), puis 3 605 lors du quatrième en 2012.

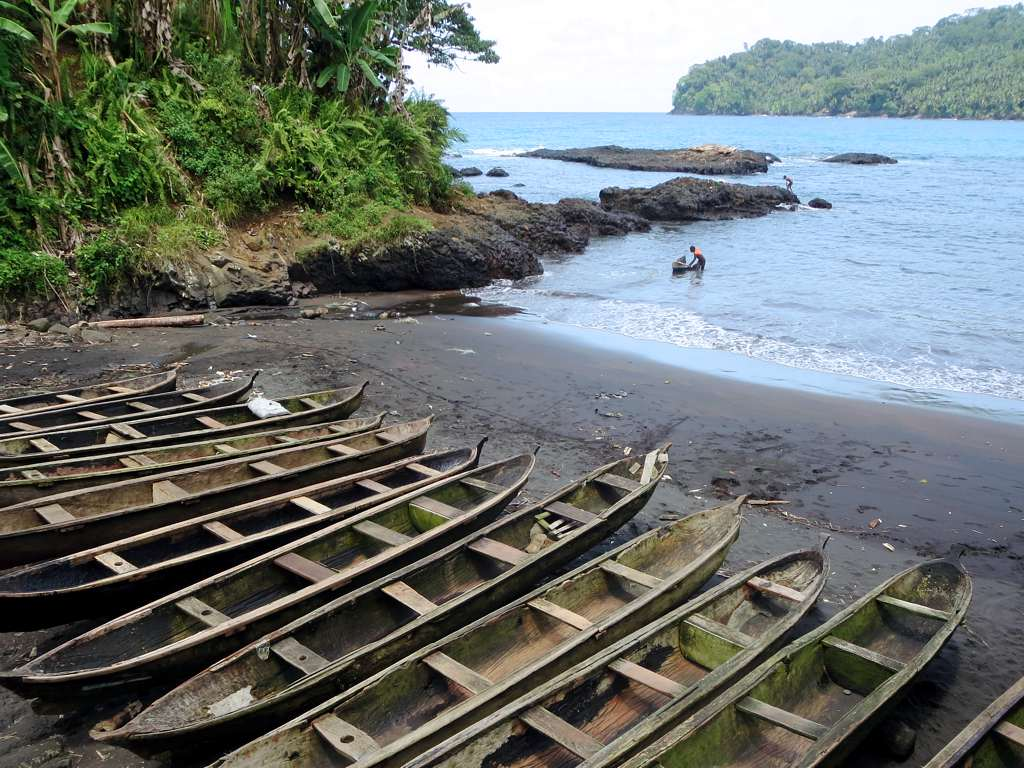
Bateaux de pêche sur la plage.
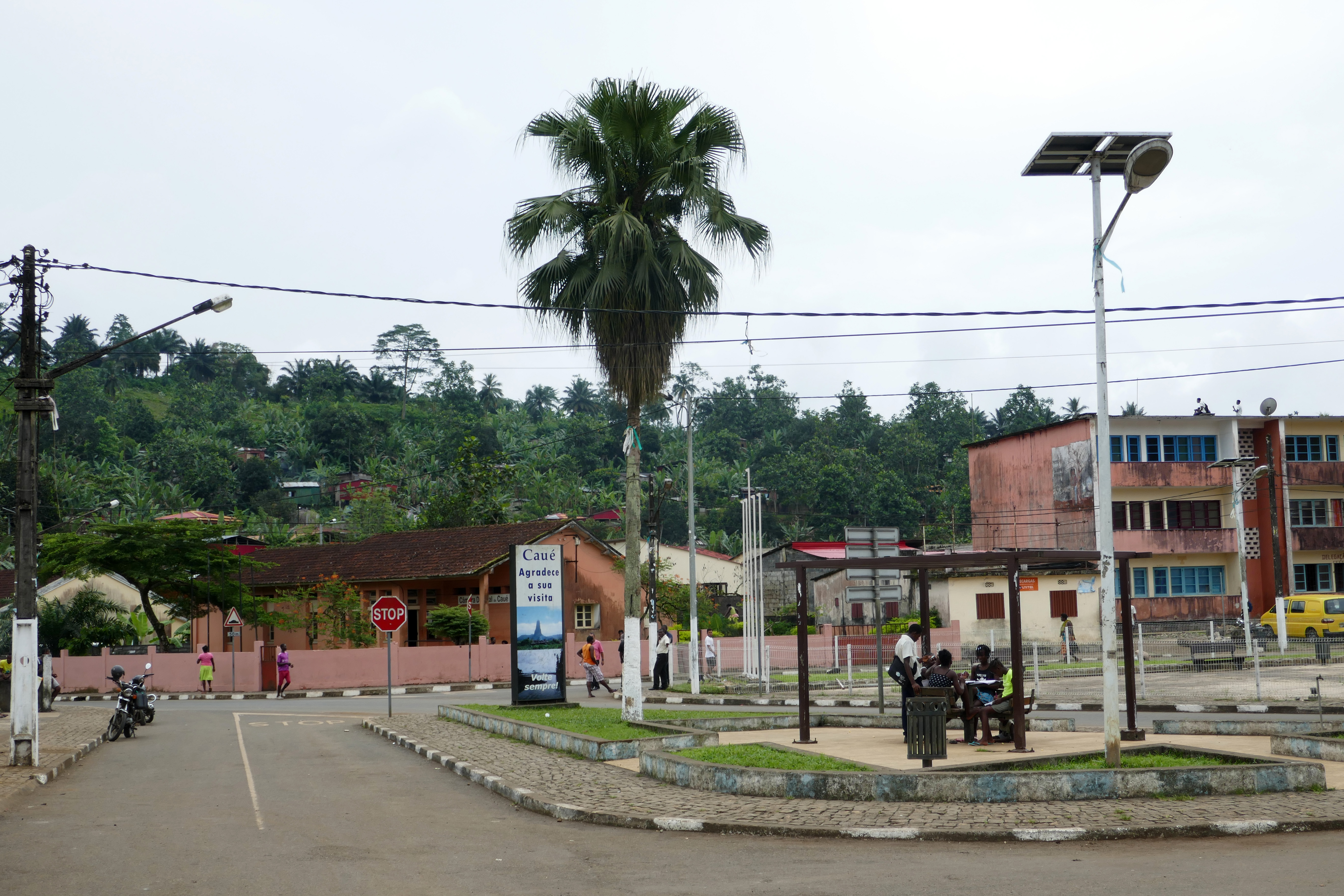
Centre-ville.
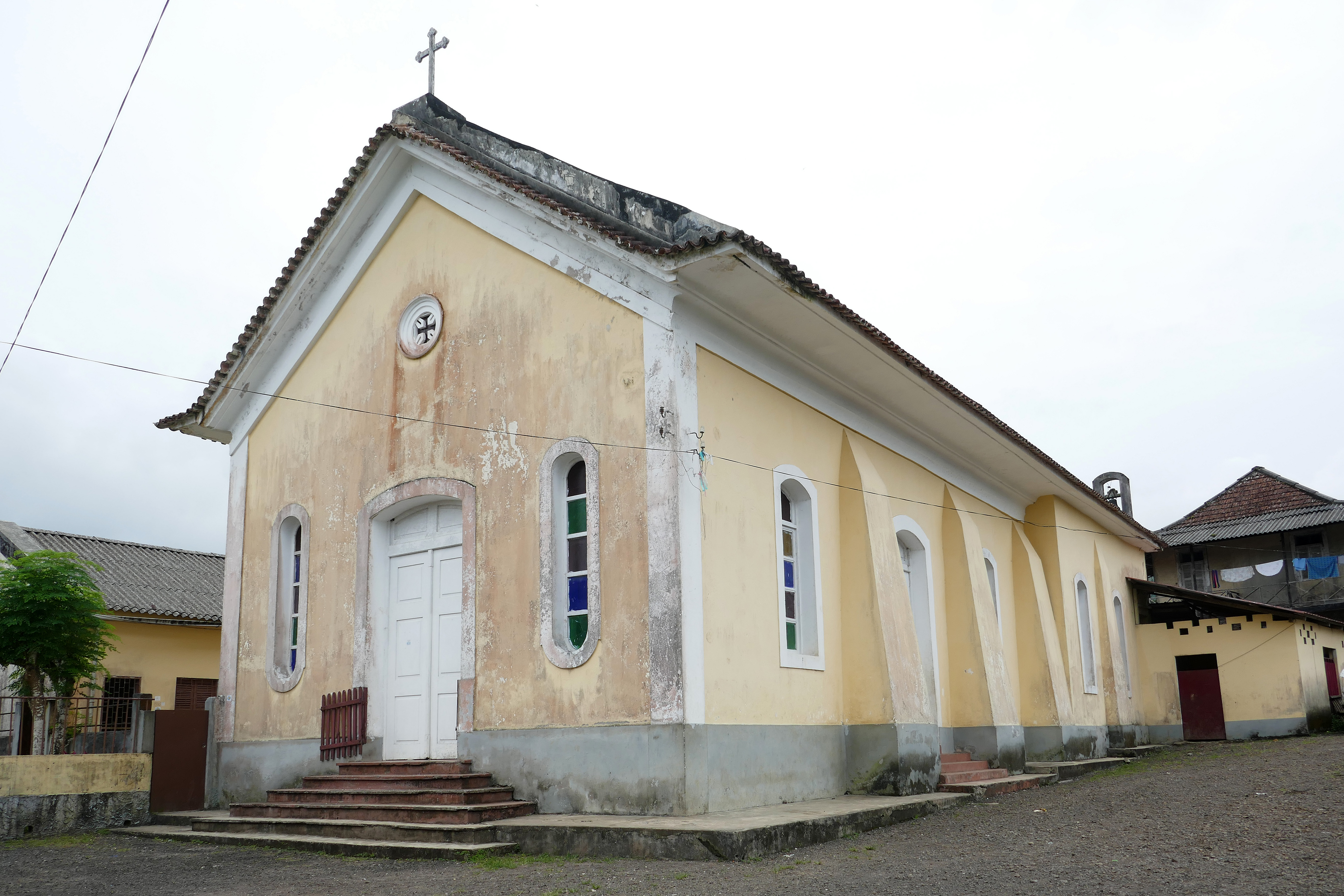
Église.
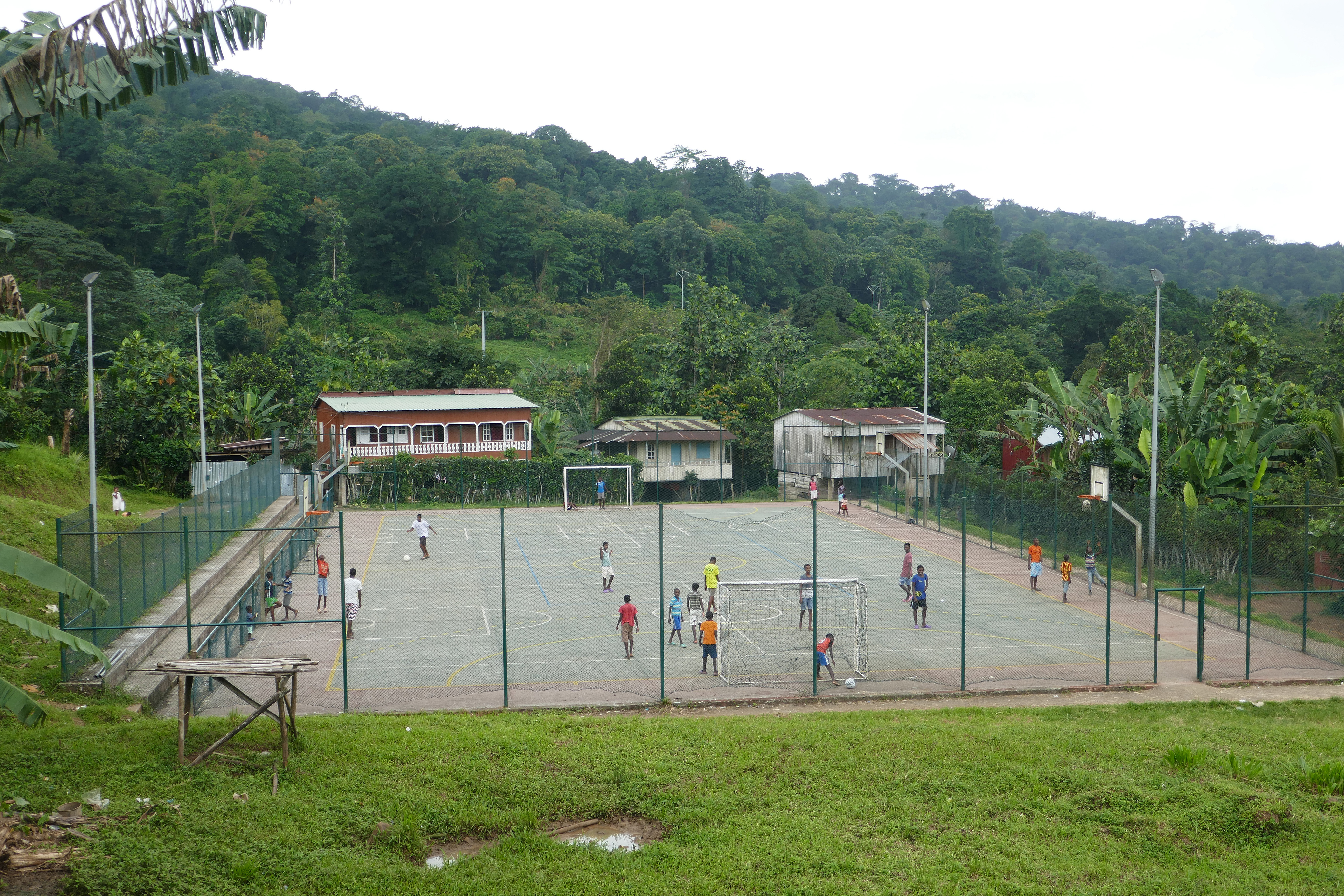
Terrain de football.

## Roça
C'était une ancienne dépendance de la Sociedade Agricola Ultramarina d'Uba Budo.
Reprise en mains par João Carlos Silva qui l'a héritée de son père, la roça a été transformée en hôtel de charme, restaurant gastronomique, plantation écologique et centre d'art contemporain.

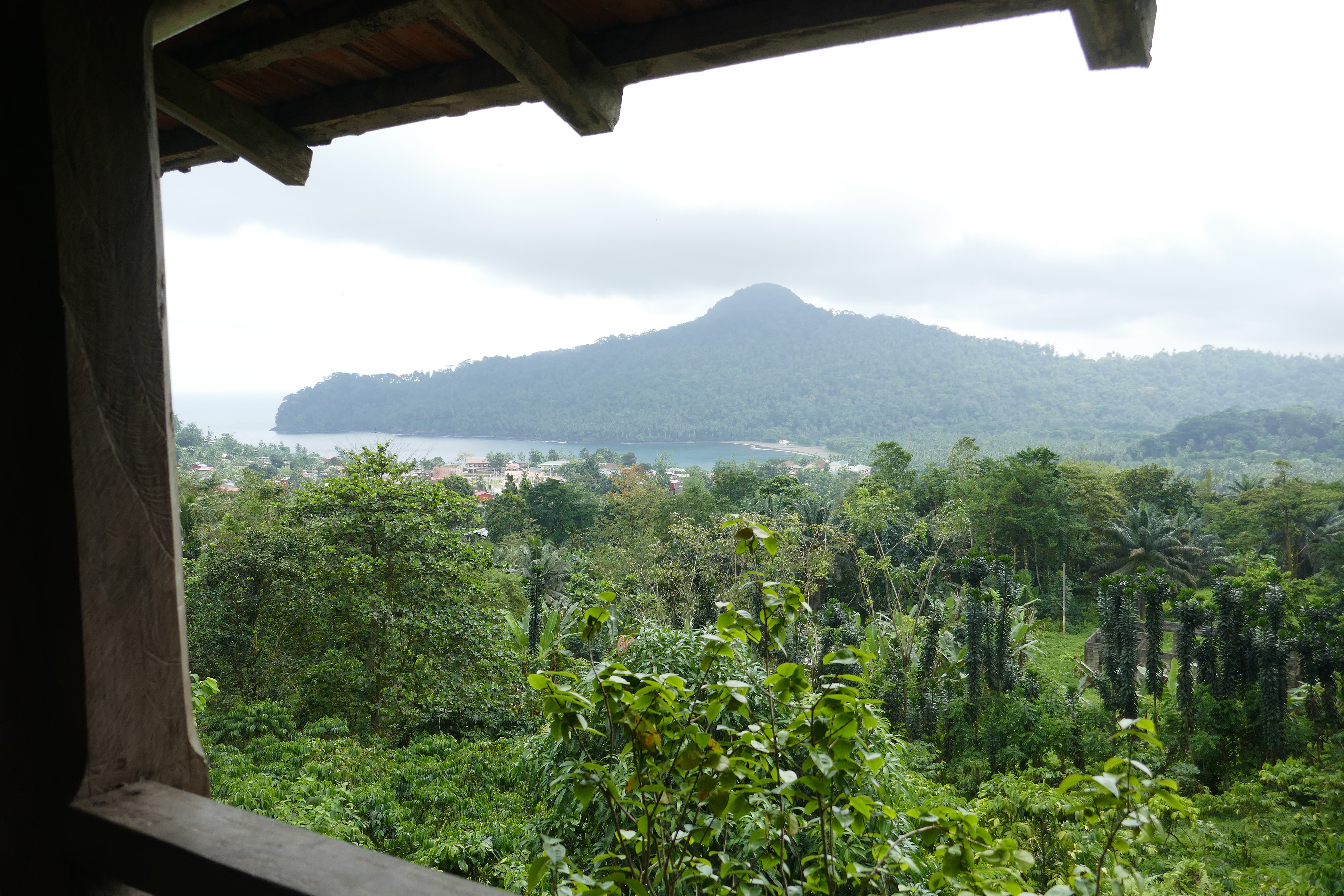
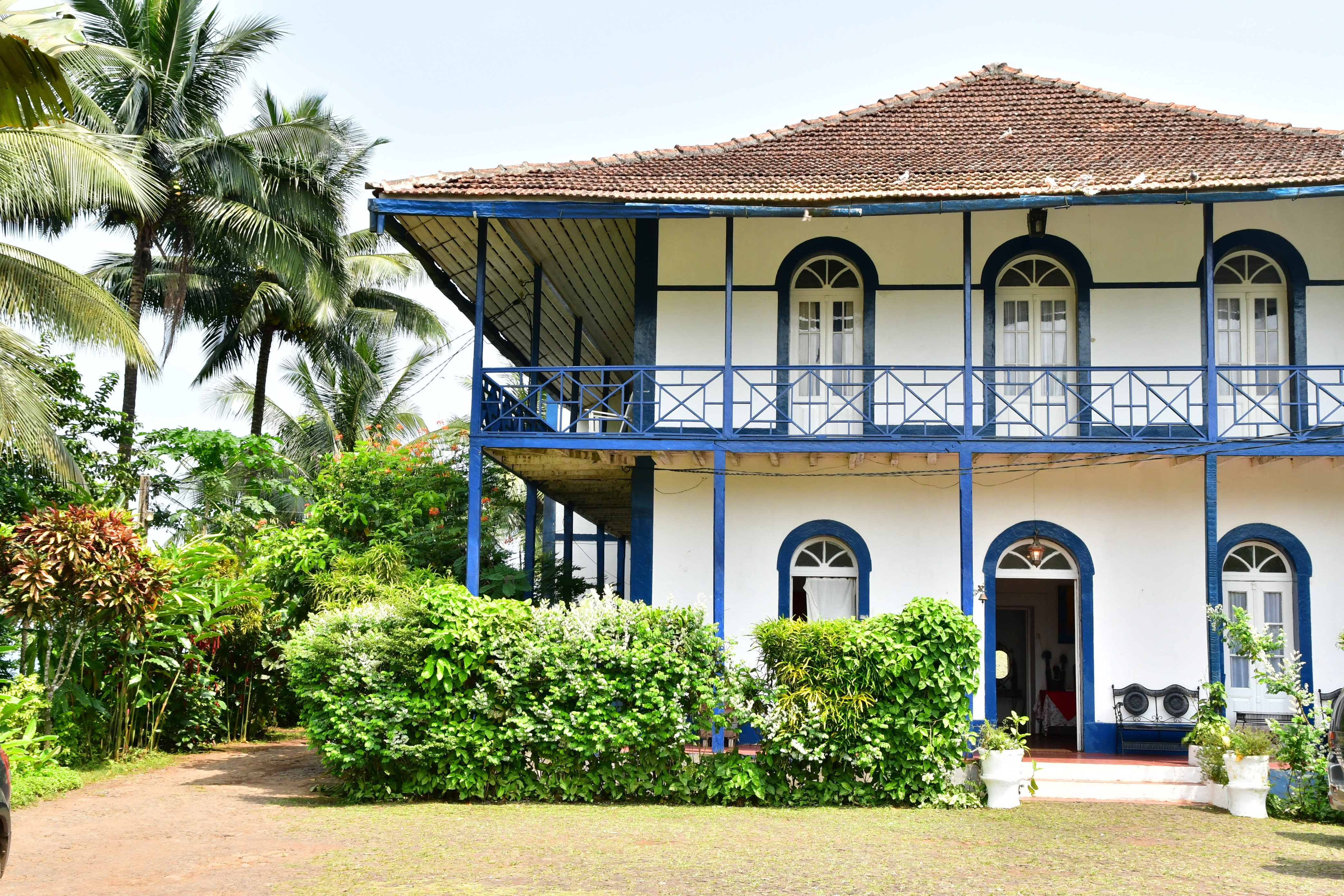
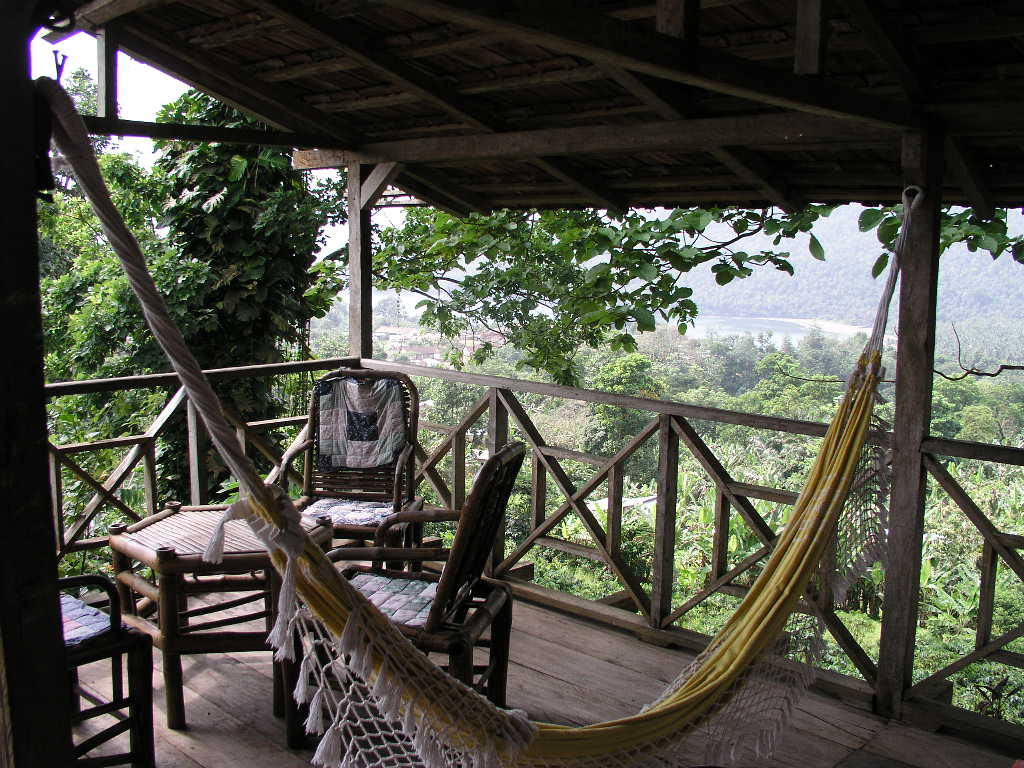
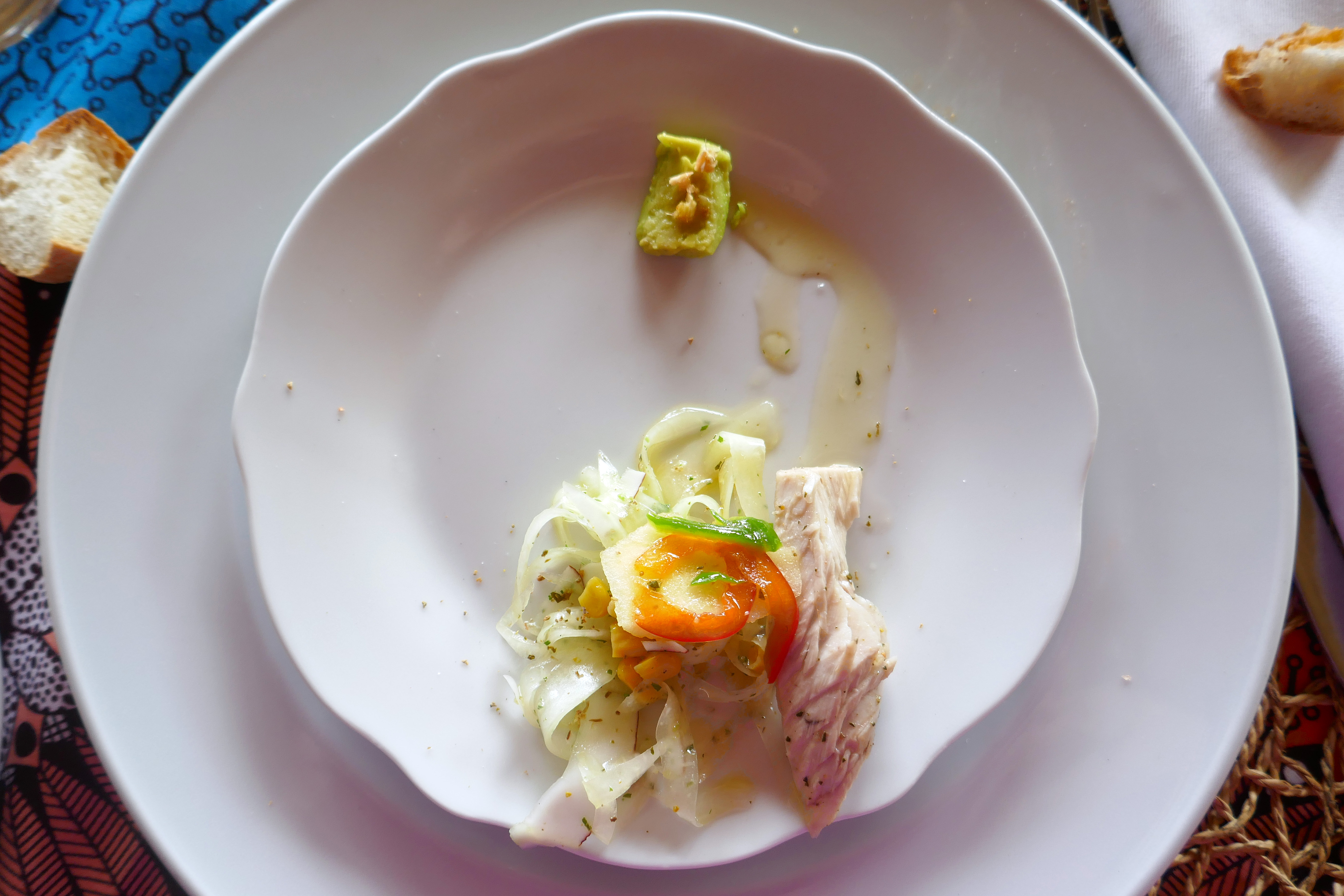